# Heteropoda novaguineensis
Heteropoda novaguineensis este o specie de păianjeni din genul Heteropoda, familia Sparassidae, descrisă de Strand, 1911. Conform Catalogue of Life specia Heteropoda novaguineensis nu are subspecii cunoscute.